# Balthasar Waitz
Balthasar Waitz (* 18. August 1950 in Nițchidorf, Kreis Timiș, Volksrepublik Rumänien) ist ein rumäniendeutscher Journalist, Schriftsteller, Dichter und Übersetzer aus dem Rumänischen. 

## Leben und Wirken
Balthasar Waitz wurde 1950 als Banater Schwabe in Nițchdorf geboren, wo er dieselbe deutsche Dorfschule wie die Nobelpreisträgerin Herta Müller besuchte. Nach dem Umzug seiner Eltern nach Reșița beendete er hier die Grundschule und absolvierte anschließend das „Deutsche Theoretische Lyzeum Reșița“. Danach begann er das Studium der  Germanistik und Rumänistik an der Fakultät für Philologie der West-Universität Timișoara, das er 1974 mit dem Diplom erfolgreich abschloss.
Waitz begann seine berufliche Laufbahn als Deutschlehrer am „Industrielyzeum Nr. 1“ in Reșița (1974–1979), wechselte 1979 zur Neuen Banater Zeitung, wo er bis 1990 als Redakteur arbeitete.
Anfang der 1980er Jahre war Balthasar Waitz, wie auch Herta Müller, Mitglied im Adam-Müller-Guttenbrunn-Literaturkreis, der von dem Chefredakteur der Neuen Banater Zeitung Nikolaus Berwanger gegründet wurde. Im Frühjahr 1989 verstarb Nikolaus Berwanger. Die Schriftstellerin und Kunsthistorikerin Annemarie Podlipny-Hehn gründete nach 1990 den Literaturkreis Stafette, der als Nachfolger des ehemaligen Adam-Müller-Guttenbrunn-Literaturkreises angesehen werden kann. Seit Jahren vergibt die Timișoaraer Filiale des Rumänischen Schriftstellerverbandes den Berwanger-Preis für Banater deutsche Autoren. 2011 ging der Preis an Balthasar Waitz.
Balthasar Waitz ist einer der wenigen Schriftsteller der Rumäniendeutschen Literatur, die in Rumänien verblieben und nicht in die Bundesrepublik Deutschland auswanderten.
Nach dem politischen Umbruch von 1989/1990 war er zunächst als Redakteur der Zeitschrift Neue Literatur (1991–1991) und anschließend des Neuen Wegs (1991–1992) in Bukarest tätig.
1993 kehrte er nach Timișoara zurück, wo er sich bis 2006 als freischaffender Schriftsteller und Publizist betätigte. Seit 2006 ist Waitz in Timișoara Redakteur der Allgemeinen Deutschen Zeitung für Rumänien.

## Mitgliedschaften
- Adam-Müller-Guttenbrunn-Literaturkreis (vormals Literaturkreis Nikolaus Lenau) in Timișoara
- Rumänisch-Deutsche Kulturgesellschaft Timișoara
- Literaturkreis Stafette (Nachfolger des Adam-Müller-Guttenbrunn-Literaturkreises)
- Rumänischer Schriftstellerverband, Filiale Timișoara
- Mitglied und stellvertretender Vorsitzender des Demokratischen Forums der Deutschen im Banat, eine Untergliederung des Demokratischen Forums der Deutschen in Rumänien

## Publikationen
Prosa
- Ein Alibi für Papa Kunze, Dacia-Verlag, Cluj-Napoca 1981
- Widerlinge, Facla-Verlag, Timișoara 1984
- Alptraum, Kriterion-Verlag, București 1996
- Krähensommer und andere Geschichten aus dem Hinterland, Cosmopolitan-Art-Verlag, Timișoara 2011

Anthologien
- Im Brennpunkt stehn, Timișoara 1979
- So lacht man bei uns, Kriterion-Verlag, Bucureşti 1989
- Heiteres Europa, Rowohlt-Verlag, Hamburg 1992
- Stafette, 2007, 2008, 2009, Jahrbuch des Literaturkreises Stafette Timișoara

Übersetzungen
- Dusan Petrovici: Die hermetische Erotik, Übersetzung aus dem Rumänischen, Hestia-Verlag, Timișoara 1994.

## Auszeichnungen
- Berwanger-Preis 2011 des Rumänischen Schriftstellerverbands, Filiale Timișoara[2]
- 2016 erhielt er einen der vier Sonderpreise der Jury des Schriftstellerverbands Timișoara.[3]